# I'll Supply the Love
 I'll Supply The Love  — це пісня каліфорнійського гурту «Toto». Автором композиції став Девід Пейч. Вокальні партії виконав Боббі Кімбелл. 
Ця пісня була видана другим синглом з дебютного альбому «Toto», у лютому 1979 року. Сингл піднявся до #45 сходинки американського чарту. Загалом же, ця пісня провела дев'ять тижнів у Billboard 100.

## Композиції
Сторона А
1. I'll Supply The Love	(3:45)

Сторона Б
1. You Are The Flower	(4:17)